# Kyle Letheren
Kyle Letheren (*Llanelli, Gales, 26 de diciembre de 1987), exfutbolista y entrenador galés. Jugaba de portero y pasó su carrera en la liga inglesa.
Tras su retiro en 2023, comenzó su carrera como entrenador de porteros en el Doncaster Rovers.

## Selección nacional
Ha sido internacional con la selección de fútbol sub-21 de Gales.

## Clubes
| Club                      | País       | Año       |
| ------------------------- | ---------- | --------- |
| Swansea City              | Gales      | 2005-2006 |
| Newport County (cesión)   | Gales      | 2005      |
| Barnsley FC               | Inglaterra | 2006-2009 |
| Doncaster Rovers (cesión) | Inglaterra | 2009      |
| Plymouth Argyle           | Inglaterra | 2009-2010 |
| Kilmarnock FC             | Escocia    | 2010-2013 |
| Dundee FC                 | Escocia    | 2013-2015 |
| Blackpool                 | Inglaterra | 2015-2016 |
| York City                 | Inglaterra | 2016-2017 |
| Plymouth Argyle           | Inglaterra | 2017-2019 |
| Salford City              | Inglaterra | 2019-2020 |
| Chesterfield FC           | Inglaterra | 2020-2021 |
| Morecambe FC              | Inglaterra | 2021-2022 |
| Hartlepool United FC      | Inglaterra | 2022-2023 |

## Palmarés

### Campeonatos nacionales
| Título                     | Club          | País    | Año  |
| -------------------------- | ------------- | ------- | ---- |
| Copa de la Liga de Escocia | Kilmarnock FC | Escocia | 2012 |